# 大福克斯空軍基地
大福克斯空軍基地（英語：Grand Forks Air Force Base）是位於美國北達科他州大福克斯縣的普查規定居民點。

## 人口
根據2020年美國人口普查的數據，大福克斯空軍基地的面積為19.42平方千米，皆為陸地。當地共有人口2002人，而人口密度為每平方千米103.09人。